# Хауэлл, Мария
Ва́нда Мари́я Ха́уэлл (англ. Wanda Maria Howell; 11 мая, Гастония, Северная Каролина, США) — американская актриса, певица и композитор.

## Биография
Ванда Мария Хауэлл родилась 11 мая в Гастонии (штат Северная Каролина, США). В 1995—2001 года Мария жила в Окинаве (Япония). Хауэлл обучалась биологии и химии в колледже, а также окончила «Winston-Salem State University» .

## Карьера
Мария дебютировала в кино в 1985 году, сыграв роль солистки церковного хора в фильме «Цветы лиловые полей». Всего Хауэлл сыграла более чем в 30-ти фильмах и телесериалах. Она также известна по ролями в таких фильмах и телесериалах как: «Папина дочка» (роль жены, 2007), «Дневники вампира» (роль миссис Халперн/Айанны, 2009—2011), «Невидимая сторона» (роль благосостоятельной работницы «CPS», 2009), «Чего ждать, когда ждёшь ребёнка» (роль врача Джулс Баксер) и «Голодные игры: И вспыхнет пламя» (роль Сидер, 2013).

## Избранная фильмография
| Год       |   | Русское название                | Оригинальное название                | Роль                               |
| --------- | - | ------------------------------- | ------------------------------------ | ---------------------------------- |
| 1985      | ф | Цветы лиловые полей             | The Color Purple                     | солистка церковного хора           |
| 1993      | с | Хроники молодого Индианы Джонса | The Young Indiana Jones Chronicles   | Голди                              |
| 2007      | ф | Папина дочка                    | Daddy's Little Girls                 | жена                               |
| 2008—2009 | с | Армейские жёны                  | Army Wives                           | консультант/майор Барсенилла       |
| 2009      | с | До смерти красива               | Drop Dead Diva                       | Хильда Каррера                     |
| 2009      | ф | Невидимая сторона               | The Blind Side                       | благосостоятельная работница «CPS» |
| 2009—2017 | с | Дневники вампира                | The Vampire Diaries                  | миссис Халперн / Аяна Беннетт      |
| 2010      | с | Детройт 1-8-7                   | Detroit 1-8-7                        | свидетельница несчастного случая   |
| 2011      | с | Необходимая жестокость          | Necessary Roughness                  | Джоанн Хафф                        |
| 2012      | ф | Чего ждать, когда ждёшь ребёнка | What to Expect When You're Expecting | врач Джулс                         |
| 2012—2013 | с | Революция                       | Revolution                           | Грэйс Бомонт                       |
| 2013      | с | Коварные горничные              | Devious Maids                        | Айда Хэйс                          |
| 2013      | ф | Голодные игры: И вспыхнет пламя | The Hunger Games: Catching Fire      | Сидер                              |
| 2014—2015 | с | В поисках Картер                | Chasing Carter                       | Делайла Кастро                     |